# Пески (Псковский район)
Пески́ — деревня в Завеличенской волости Псковского района Псковской области России.
Расположена на реке Каменка в 4 км от западной границы города Пскова.

## Население
| 2001 | 2002 | 2010 | 2014 |
| ---- | ---- | ---- | ---- |
| 78   | →78  | ↘69  | ↗103 |

Численность населения деревни составляла по оценке на конец 2000 года 78 жителей, по переписи 2010 года — 85 жителей.